# FXキング
株式会社FXキング（エフエックスキング）は、かつて存在したウェブクルーグループの外国為替取引 (FX) 専門の金融先物取引業者。

## 概略
日証金信託銀行と信託契約を締結し、顧客からの預かり資産を信託口座にて分別管理していた（信託分別管理）。
情報セキュリティマネジメントシステム (ISMS) の国際規格である「ISO/IEC 27001:2005/JIS Q 27001:2006」の認証を2007年12月に取得。
2008年7月よりWBC世界フライ級王者(当時)の内藤大助をイメージキャラクターにしていた。
2009年8月31日 業績の悪化に伴う事業廃止。

## 沿革
- 2007年7月11日 - 株式会社FXキング設立。
- 2008年6月 - 「外国為替保証金取引」業務を開始。
- 2009年8月31日 - 事業廃止。
- 2015年3月1日 - ウェブクルーに吸収合併され解散。

## 主な関連会社
- ウェブクルー